# Vichama Teatro
Vichama Teatro es un espacio cultural teatral creado el 20 de junio de 1983 en el distrito de Villa El Salvador en Lima, Perú. Esta agrupación nació a modo de un laboratorio de teatro, como parte de un taller de artes escénicas organizado por el Centro de Comunicación Popular y Promoción del Desarrollo de Villa El Salvador (CECOPRODE-VES).  
Acciona como laboratorio de teatro, escuela de alfabetización intercultural y centro cultural. Desde sus inicios han trabajado de forma ininterrumpida en crear y difundir el arte teatral con la finalidad de promover el reconocimiento de la historia colectiva colaborativa a través la reflexión y el fomento de una convivencia consciente. La mayoría de sus puestas en escena retratan vivencias y memorias locales como el proceso migratorio, el conflicto armado interno y la conformación del distrito.

## Historia
Esta agrupación fue fundada por el artista César Escuza, un joven que llegó a Villa El Salvador en el año 1981 desde la ciudad de Huancayo (Junín). 

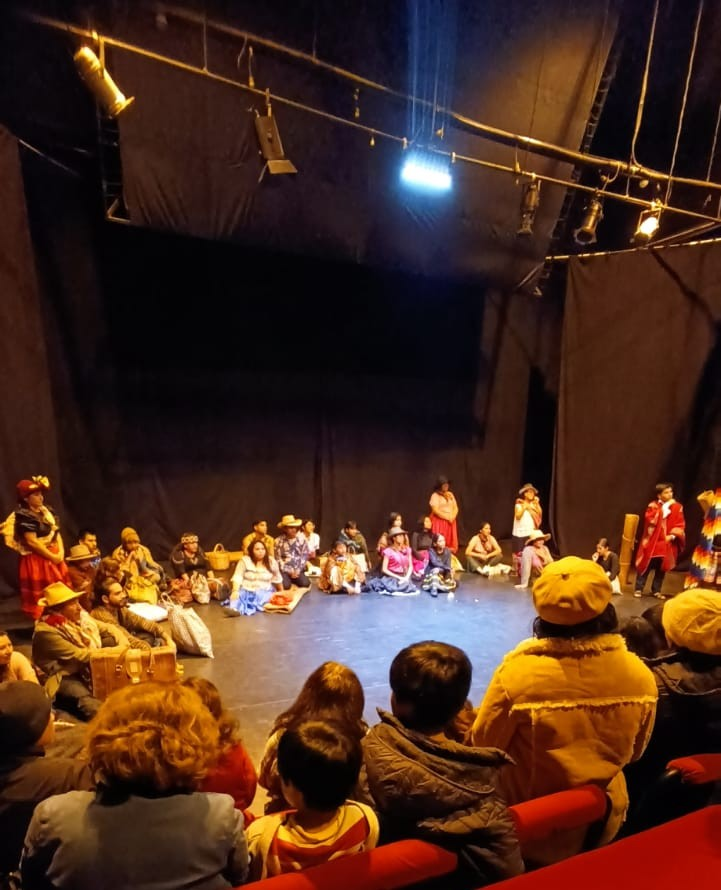
Puesta en escena de la obra "Diálogos entre zorros: El origen" en Vichama Teatro - Año 2025

Escuza previamente había tenido una mala experiencia con el teatro, ya que en su adolescencia recibió el papel de soldado herido en una obra escolar que relacionó con su padecimiento de poliomielitis. Posteriormente, en su formación universitaria volvió a encontrarse con el teatro e intentó profesionalizarse en ese rubro, no obstante fue rechazado y decidió crear su propio grupo de teatro para combatir los estereotipos sobre este arte. Es importante destacar que poseía experiencia teatral de grupo, por su participación en un encuentro en Huamanga en 1978, al lado de agrupaciones como Yuyachkani o Cuatrotablas.
Es en el año 1993 que la agrupación es nombrada formalmente como Vichama Teatro y también lograron trabajar en un espacio propio. 

## Trayectoria

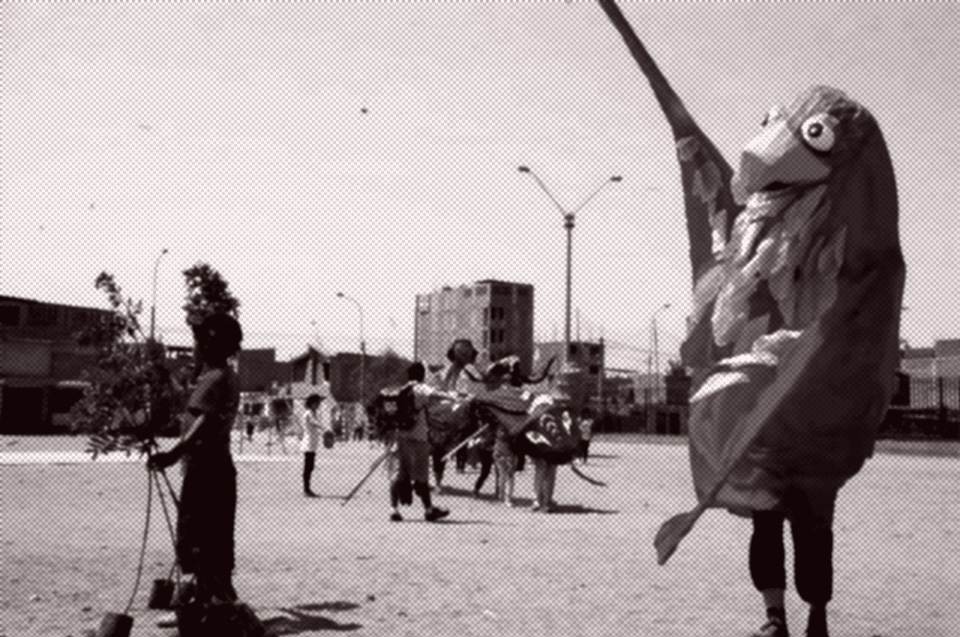
Experiencia de pasacalle junto a Vichama Teatro en el año 2012

La agrupación es parte de la Red Latinoamericana de Arte y Transformación Social y del Consejo de las Cultura y la Artes de Villa El Salvador (creado bajo Ordenanza municipal Nº 225-MVES-2010). Asimismo, han realizado diferentes obras teatrales, contabilizando más de cuarenta producciones, tales como Mudarse de sí (pollito con papas), Diálogo entre zorros, entre otras que han presentado en países América, Europa y Asia, y sus integrantes han participado en festivales nacionales y encuentros internacionales.